# Lévy Madinda
Lévy Clément Madinda (ur. 11 czerwca 1992 w Libreville) – piłkarz gaboński grający na pozycji środkowego pomocnika. Od 2019 roku jest zawodnikiem klubu Keçiörengücü.

## Kariera klubowa
Madinda jest wychowankiem klubu Stade Mandji z miasta Port-Gentil. W 2009 roku zadebiutował w jego barwach zadebiutował w pierwszej lidze gabońskiej. W 2010 roku przeszedł do Celty Vigo. W latach 2016–2017 był z niej wypożyczony do klubu Gimnàstic Tarragona. W 2017 trafił do greckiego klubu Asteras Tripolis, w 2018 do Ümraniyesporu, a w 2019 do Keçiörengücü.

## Kariera reprezentacyjna
W reprezentacji Gabonu Madinda zadebiutował w 2011 roku. W 2012 roku został powołany do kadry na Puchar Narodów Afryki 2012.